# Monique Wijnans
Monique Wijnans (1979) is een Nederlandse journaliste en redactrice.
Na haar opleiding aan de School voor Journalistiek in Utrecht werkte zij voor het Noord-Hollands Dagblad.
Vanaf 2002 werkte ze als redacteur voor NOVA en stapte in 2009 over naar Nieuwsuur. Na vanaf 2015 nog voor Blue Circle en RTL Late Night te hebben gewerkt verruilde zij RTL voor TMG. In 2020 werd ze nieuwschef voor Mediahuis Nederland.
In 2007 won Wijnans journalistiekprijs De Tegel in de categorie 'Achtergrond' voor haar achtergrondreportage De Ooggetuigen van de Decembermoorden. In gesprekken met twee twee militaire ooggetuigen van de Decembermoorden in Suriname bleek er al lange plannen voor de executies bestonden en ook dat legerleider Desi Bouterse zich in de buurt van de executieplek had bevonden. Samen met Bas Haan de Tegel 2012 in de categorie Interview voor hun item Verborgen camera VUmc in Nieuwsuur.